# El Rito (Nuevo México)
El Rito es un lugar designado por el censo ubicado en el condado de Río Arriba en el estado estadounidense de Nuevo México. En el Censo de 2010 tenía una población de 808 habitantes y una densidad poblacional de 75,91 personas por km².

## Geografía
El Rito se encuentra ubicado en las coordenadas 36°20′9″N 106°10′37″O / 36.33583, -106.17694. Según la Oficina del Censo de los Estados Unidos, El Rito tiene una superficie total de 10.64 km², de la cual 10.64 km² corresponden a tierra firme y (0.02%) 0 km² es agua.

## Demografía
Según el censo de 2010, había 808 personas residiendo en El Rito. La densidad de población era de 75,91 hab./km². De los 808 habitantes, El Rito estaba compuesto por el 52.97% blancos, el 0.99% eran afroamericanos, el 1.11% eran amerindios, el 0% eran asiáticos, el 0% eran isleños del Pacífico, el 41.83% eran de otras razas y el 3.09% pertenecían a dos o más razas. Del total de la población el 84.65% eran hispanos o latinos de cualquier raza.